# Knowsley
Knowsley är en ort och en civil parish i Storbritannien. Det ligger i distriktet Knowsley i Merseyside i riksdelen England, i den centrala delen av landet, 280 km nordväst om huvudstaden London. Orten har 10 911 invånare (2011).